# Dracophyllum elegantissimum
Dracophyllum elegantissimum is een plantensoort uit de heidefamilie (Ericaceae). Het is een enkelstammige grasachtige boom die een hoogte bereikt tot 14 meter. Uit de zijtakken  groeien plukjes lange, smalle bladeren met gekrulde uiteinden. De rozekleurige bloemen worden vaak aan het zicht onttrokken door de bladeren.
De soort komt voor op het Zuidereiland van Nieuw-Zeeland, in de regio's Nelson en Noord-Westland. Hij groeit daar beboste gebieden in laagland, maar ook in hogere berggebieden van 160 tot 980 meter hoog. De populaties van deze soort groeien op zowel flauwe als steile berghellingen die op het zuidwesten tot noordwesten gericht zijn.